# Circondario di Kadiolo
Il circondario di Kadiolo è un circondario del Mali facente parte della regione di Sikasso. Il capoluogo è Kadiolo.

## Geografia antropica

### Suddivisioni amministrative
Il circondario di Kadiolo è suddiviso in 9 comuni:
- Diou
- Dioumaténé
- Fourou
- Kadiolo
- Kaï
- Loulouni
- Misséni
- Nimbougou
- Zégoua